# Bufo japonicus
Bufo japonicus — вид жаб родини ропухових (Bufonidae). Ендемік Японії. Вона населяє ліси, зарості чагарників, болота і берега інших прісноводні водойм. Жаба досягає завдовжки 17 см, причому самиці цього виду більші за самців. Тіло кремезне, задні ноги вдвічі довші за передні, голова трикутної форми. Харчується різними безхребетними.